# Vittorio Emanuele (couraçado)
O Vittorio Emanuele foi um couraçado pré-dreadnought operado pela Marinha Real Italiana e a segunda embarcação da Classe Regina Elena, depois do Regina Elena e seguido pelo Napoli e Roma. Sua construção começou em setembro de 1901 no Estaleiro Real de Castellammare di Stabia e foi lançado ao mar em outubro de 1904, sendo comissionado em agosto de 1908. Era armado com uma bateria principal de dois canhões de 305 milímetros em duas torres de artilharia únicas, tinha um deslocamento de catorze mil toneladas e alcançava uma velocidade máxima de vinte nós.
O Vittorio Emanuele passou seus primeiros anos de serviço participando principalmente de exercícios junto com seus irmãos e o restante da frota italiana no Mar Mediterrâneo. Lutou na Guerra Ítalo-Turca de 1911 e 1912 como capitânia da 1ª Divisão, participando de operações em Cirenaica e no Mar Egeu. Também serviu na Primeira Guerra Mundial, porém nunca chegou a entrar em combate por causa de estratégias navais cautelosas por parte dos italianos. O Vittorio Emanuele serviu como navio-escola depois do fim da guerra, sendo retirado do serviço em 1923 e desmontado.

## Características

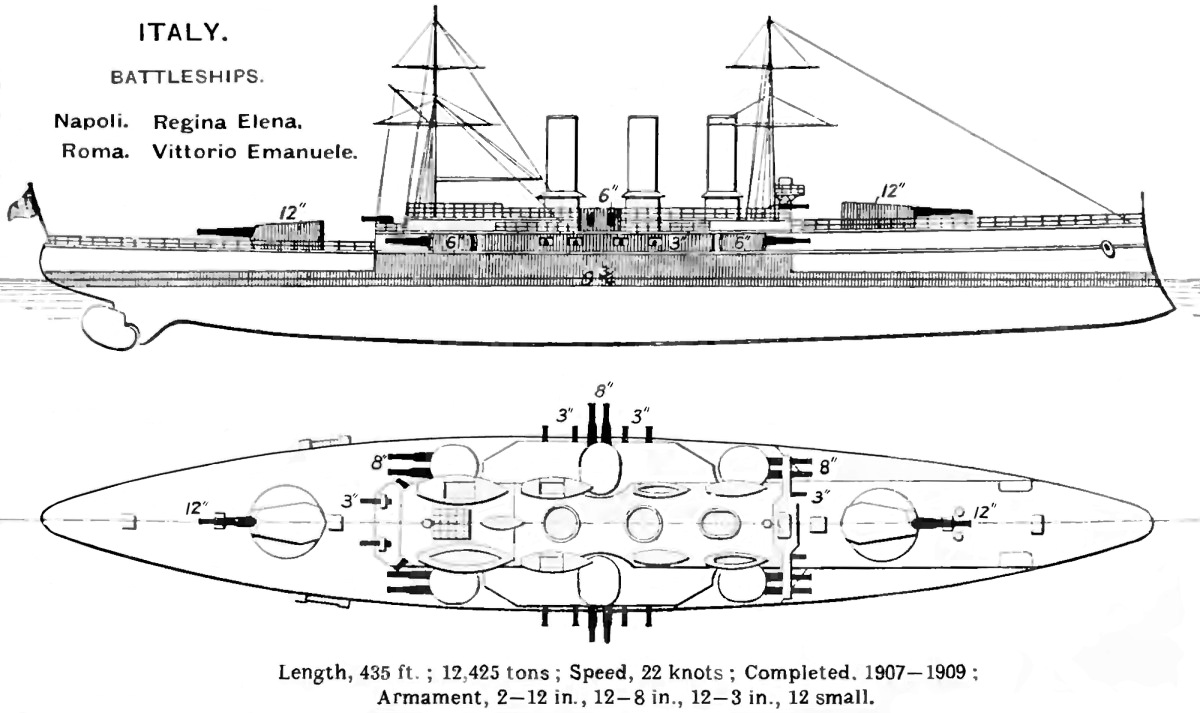
Desenho da Classe Regina Elena

O projeto da Classe Regina Elena foi preparado por Vittorio Cuniberti, o Chefe Engenheiro da Marinha Real Italiana. Esta especificou uma embarcação mais poderosa que cruzadores blindados contemporâneos e mais rápida que couraçados estrangeiros, porém tudo dentro de um deslocamento de não mais de 13,2 mil toneladas. Os dois primeiros navios da classe foram encomendados para o ano fiscal de 1901 e os dois últimos no ano seguinte.
O Vittorio Emanuele tinha 144,6 metros de comprimento de fora a fora, uma boca de 22,4 metros e um calado de 8,58 metros. Seu deslocamento carregado era de 14 137 toneladas. Seu sistema de propulsão era composto por 28 caldeiras Belleville a carvão que alimentavam dois motores verticais de tripla-expansão com quatro cilindros, cada um girando uma hélice. A potência indicada do sistema era de 19 698 cavalos-vapor (14 484 quilowatts) para uma velocidade máxima de mais de vinte nós (37 quilômetros por hora). A autonomia era de dez mil milhas náuticas (dezenove mil quilômetros) a dez nós (dezenove quilômetros por hora). A tripulação era formada por 742 a 764 oficiais e marinheiros.
O armamento principal consistia em dois canhões calibre 40 de 305 milímetros montados em duas torres de artilharia únicas, uma à vante e uma à ré. O armamento secundária tinha doze canhões calibre 45 de 203 milímetros em seis torres de artilharia duplas, três em cada lateral. A defesa contra barcos torpedeiros era proporcionada por uma bateria de dezesseis canhões calibre 40 de 76 milímetros montados em casamatas. Além disso, havia dois tubos de torpedo submersos de 450 milímetros. O cinturão principal de blindagem tinha uma espessura máxima de 250 milímetros, já o convés tinha 38 milímetros. A torre de comando era protegida por laterais de 254 milímetros, enquanto as torres de artilharia principais tinham laterais de 203 milímetros e as torres secundárias de 152 milímetros.

## Carreira

### Tempos de paz
O batimento de quilha do Vittorio Emanuele ocorreu em 18 de setembro de 1901 no Estaleiro Real de Castellammare di Stabia. Foi lançado ao mar em 12 de outubro de 1904 e a construção foi finalizada em 1º de agosto de 1908. O navio serviu na esquadra ativa até 1910, época em que estava na companhia dos seus três irmãos e dos dois couraçados da Classe Regina Margherita. A esquadra ativa normalmente atuava por sete meses ao ano para treinamento, enquanto nos cinco restantes ficavam na reserva.

### Guerra Ítalo-Turca
A Itália declarou guerra contra o Império Otomano em 29 de setembro de 1911 a fim de tomar a Líbia, iniciando a Guerra Ítalo-Turca. O Vittorio Emanuele serviu por toda a duração do conflito como a capitânia do vice-almirante Augusto Aubry, o comandante da 1ª Divisão da 1ª Esquadra. O couraçado, seu irmão Roma e o cruzador blindado Pisa foram para o Mar Egeu logo no dia 30 à procura de uma esquadra de treinamento otomana que tinha deixado Beirute dois dias antes rumo à Constantinopla e ainda não sabiam que a guerra tinha sido declarada. Entretanto, os italianos não conseguiram encontrá-los antes que conseguissem chegar ao seu destino em segurança.
O Vittorio Emanuele e seus três irmãos, mais três cruzadores e vários contratorpedeiros, escoltaram um comboio em 18 de outubro transportando metade da 2ª Divisão de Infantaria para Bengasi. Os otomanos se recusaram a render a cidade, assim os italianos abriram fogo às 8h00min enquanto forças anfíbias desembarcavam na praia. Os italianos rapidamente forçaram os otomanos a recuarem para o centro da cidade. As forças inimigas recuaram em 29 de outubro depois de um curto cerco e Bengasi foi conquistada.
Os membros da 1ª Esquadra foram dispersados para portos de Cirenaica em dezembro. O Vittorio Emanuele, o Pisa e os cruzadores protegidos Etruria e Etna ficaram em Tobruque. Eles deram apoio para o Exército Real Italiano enquanto ocupava a cidade e as áreas ao redor, contribuindo com equipes de desembarque e suporte de artilharia. A maior parte da frota voltou para a Itália no início de 1912 a fim de passar por reparos e manutenção, deixando apenas uma pequena força de cruzadores e embarcações de patrulha no Norte da África. Aubry morreu a bordo do Vittorio Emanuele em 4 de março em Tarento, sendo substituído no comando da formação pelo vice-almirante Luigi Faravelli.
A 1ª Divisão deixou Tarento em 13 de abril e seguiu para a ilha de Rodes. Enquanto isso, a 3ª Divisão escoltou um comboio de tropas de Tobruque para a ilha. O italianos fizeram em 4 de maio uma demonstração de força em frente da cidade de Rodes enquanto soldados eram desembarcados a dezesseis quilômetros ao sul. Estes rapidamente avançaram com o apoio da artilharia naval, com os otomanos se rendendo no dia seguinte. O Vittorio Emanuele se envolveu na tomada de várias ilhas no Dodecaneso entre 8 e 20 de maio.
O couraçado e o resto da 1ª Divisão ficaram em Rodes em junho e pelos dois meses seguintes navegaram pelo Egeu a fim de impedir que os otomanos lançassem suas próprias operações para retomar as ilhas perdidas. A 1ª Divisão retornou para a Itália no final de agosto para manutenção e reformas, sendo substituídos pelos couraçados da 2ª Esquadra. A 1ª Divisão partiu em 14 de outubro, mas foi chamada de volta no mesmo dia quando o Império Otomano concordou em assinar um tratado de paz.

### Primeira Guerra Mundial
A Primeira Guerra Mundial começou em agosto de 1914 e a Itália inicialmente declarou sua neutralidade, mas foi convencida em maio de 1915 a entrar no conflito contra os Impérios Centrais. O almirante Paolo Thaon di Revel, o Chefe do Estado-Maior Naval, acreditava que submarinos e lança-minas da Marinha Austro-Húngara conseguiam operar eficientemente no estreito Mar Adriático, com ele considerando essas ameaças algo muito sério para arriscar utilizar sua frota principal. Em vez disso, Revel preferiu usar sua força de batalha para implementar um bloqueio na extremidade sul do Adriático, local considerado mais seguro, colocando embarcações menores em ataques rápidos contra navios e instalações inimigas. Os couraçados assim foram preservados para confrontar a frota austro-húngara caso esta procurasse uma batalha.
O Vittorio Emanuele e seus irmãos foram designados para a 2ª Divisão, passando boa parte de seu tempo rotacionando entre as bases de Tarento, Brindisi e Valona, nunca entrando em combate. Três cruzadores rápidos austro-húngaros atacaram a Barragem de Otranto na noite de 14 para 15 de maio de 1917, resultando na Batalha do Estreito de Otranto. Os couraçados da Classe Regina Elena foram enviados para auxiliar, mas o comandante italiano não permitiu que  participassem por temer perdê-los para um submarino.
O couraçado foi brevemente usado como navio-escola ao final da guerra. Estava Constantinopla em 1922 quando um de seus cúteres colidiu acidentalmente com o contratorpedeiro estadunidense USS Bulmer, causando pequenos danos. O tenente Joseph J. Clark, o oficial executivo do Bulmer, foi a bordo do Vittorio Emanuele para se desculpar.
A Itália assinou o Tratado Naval de Washington em 1922 junto com as outras quatro grandes potências navais da época: Estados Unidos, Reino Unido, Japão e França. Segundo os termos deste tratado, a Marinha Real podia manter os quatro couraçados da Classe Regina Elena junto com seus novos couraçados dreadnought. Por eles serem menores e mais antigos, especialmente em comparação com os mais modernos dreadnoughts, os membros da classe poderiam ter sido mantidos em serviço indefinidamente. Entretanto, não poderiam ser substituídos por novos. Mesmo assim, o Vittorio Emanuele foi removido do registro naval em 1º de abril de 1923 e desmontado.